# Lago Schermützel
El lago Schermützel (en alemán: Schermützelsee) es un lago situado a 45 km al este de la ciudad de Berlín, en el distrito rural de Märkisch-Oderland —cerca de la frontera con Polonia—, en el estado de Brandeburgo (Alemania), a una elevación de 26.5 metros; tiene un área de 137 hectáreas.

## Curiosidades
Muy cerca del lago se encuentra la casa donde vivieron el escritor Bertolt Brecht y la actrizHelene Weigel desde 1952, y luego solamente Weigel, desde la muerto de Brecht en 1956.